# Patria 6×6
A Patria 6×6  egy 6×6 kerékképletű páncélozott harcjármű, amelyet a finn Patria vállalat fejleszt és gyárt. Az úszó képes harcjárművet 2018-ban mutatták be először és jelenleg 3 ország hadere használja. Az alapvetően csapatszállítónak (APC) szánt harcjármű felszerelhető illetve rendelhető különféle fegyverzettel: géppuskáktól kezdve 25 és 30 mm-es gépágyúkon át egészen a 120 mm-es NEMO aknavetőig.

## Kialakítása és jellemzői
A személyzete egy sofőrből, egy jármű parancsnokból áll akik elől foglalnak helyet. Az elülső kabint és a hátsó rakteret, deszantteret a motortér választja el egymástól. A jármű hátsó terében 8-10 fő szállítható a jármű fegyverkezelőit is ideértve.
A jármű alappáncélzata a STANAG 4569 szabvány szerinti második szintnek (Level 2) megfelelő védelmet nyújt, vagyis ellenáll a 7,62 mm-es lövedékeknek illetve a legfeljebb 6 kg tömegű aknáknak. További moduláris páncélzat felszerelésével egészen negyedik szintig növelhető (Level 4) a jármű védelme, amellyel már a 14,5 mm-es páncéltörő lövedékeknek illetve a 10 kg tömegű aknáknak is ellenáll.
A járművet egy 294 kW-os Scania motor hajtja, az első két pár kerék kormányozható. A jármű úszóképes: vízen mintegy 8 km/órás sebességgel haladhat. Nagyobb terhelés illetve további páncélzat felszerelése esetén az úszóképesség nem biztosított.

A Patria 6×6 elsődleges feladata a csapatszállítás, de fegyverek széles választékával is felszerelhető.  

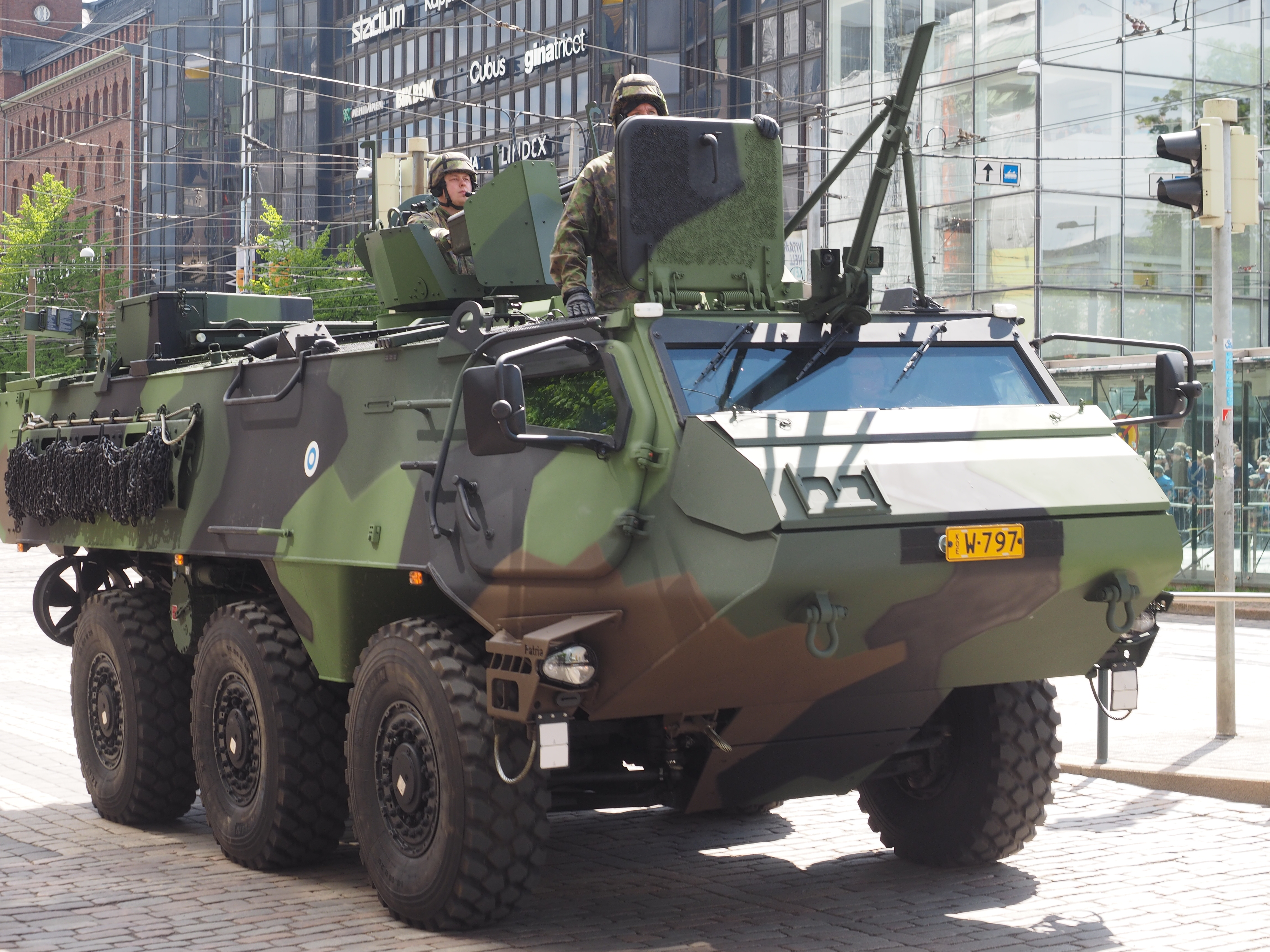
6x6-os egy finn katonai parádén
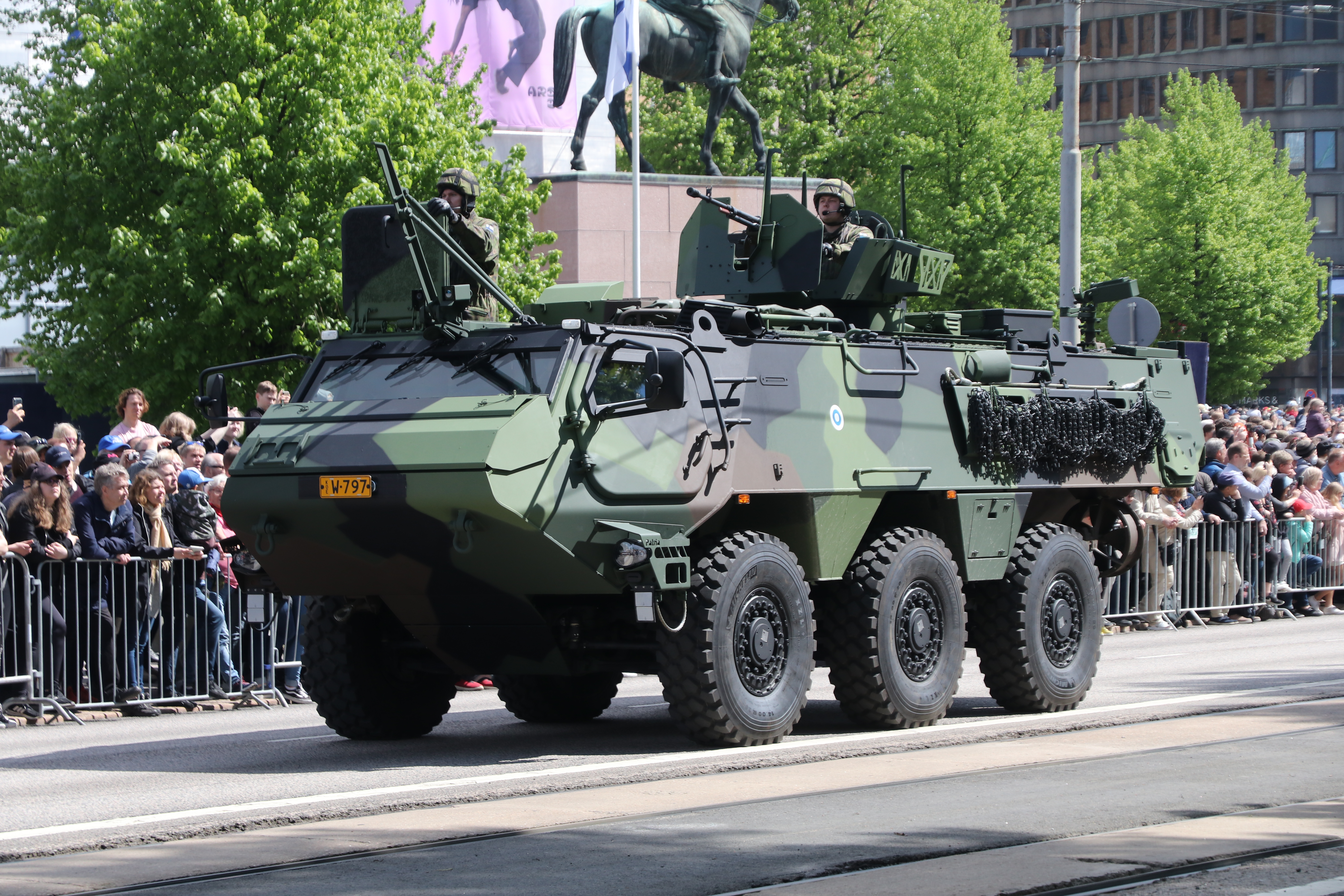

## Alkalmazók
Finnország – Mintegy 200 járművet rendelt 2023-ig történő leszállítással
 Lettország – Mintegy 200 járművet rendelt, amelyek 2021 és 2029 között kerülnek leszállításra. 2023-tól a lettországi licencgyártás is elindul így a lett haderő igényeit nagyrészt innen elégítik ki. A szerződés értéke mintegy 200 millió euró, vagyis egy Patria 6×6 harcjármű átlagosan 1 millió euróba kerül.
 Svédország –  első körben 20 darab Patria 6×6-os jármű kerül beszerzésre.

### Jövőbeni alkalmazók
Németország 